# Gudrun Wegner
Gudrun Wegner (Görlitz, 25. veljače 1955. – Dresden, 16. siječnja 2005.), istočnonjemačka plivačica.
Osvajačica je brončane olimpijske medalje i svjetska prvakinja u plivanju.

## Vanjske poveznice
- Gudrun Wegner na sports-reference.com  Arhivirana inačica izvorne stranice od 18. srpnja 2012. (Wayback Machine)